# Robert Eichelberger

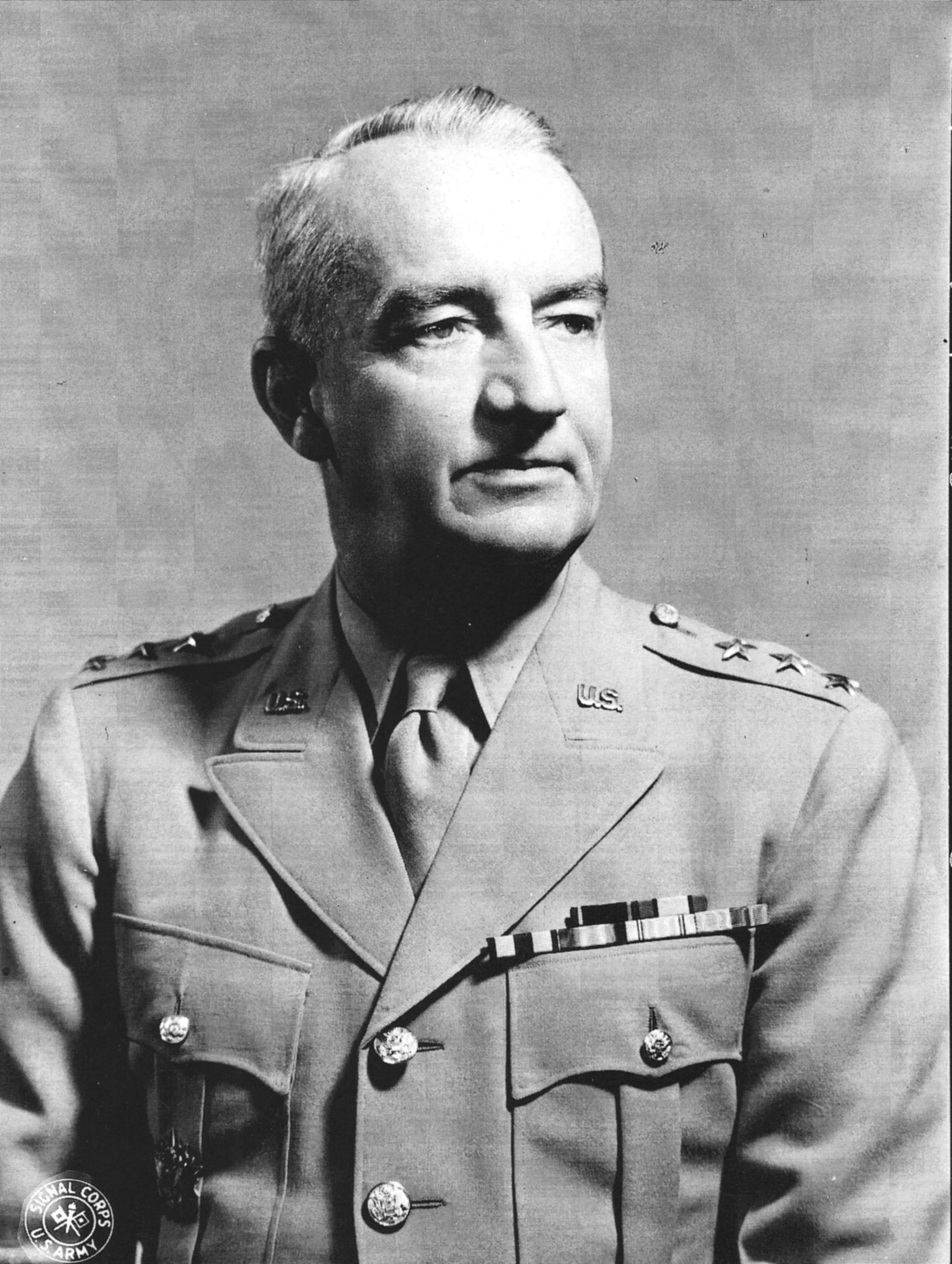
Robert Eichelberger (1943)

Robert Lawrence Eichelberger KBE (* 9. März 1886 in Urbana, Illinois; † 26. September 1961 in Asheville, North Carolina) war ein General der United States Army, der im Zweiten Weltkrieg die Eighth United States Army im Pazifik kommandierte.

## Leben
1909 machte er seinen Abschluss in West Point, diente in Panama, im Grenzkrieg mit Mexiko (der 1910 bis 1919 dauerte) und in der American Expeditionary Force Siberia (1918) in Wladiwostok und Umgebung, wofür er das Distinguished Service Cross erhielt. 1921 kehrte er in die USA zurück in die Fernost-Sektion der Aufklärungsabteilung des Generalstabs. 1925 wechselte er in das Adjutant General’s Office in Washington, D.C. Er besuchte 1924 das Command and General Staff College in Fort Leavenworth (zusammen mit Dwight D. Eisenhower) sowie das Army War College und war Sekretär des Generalstabs unter dem Generalstabschef Douglas MacArthur. 1938 wurde er Oberst, kehrte zur Infanterie zurück und kommandierte das 30. Infanterie-Regiment im Presidio in San Francisco.
1940 wurde er Brigadegeneral und Superintendent in West Point, dessen Ausbildung er modernisierte. Mit Kriegseintritt der USA suchte er um aktiven Dienst nach und bekam das Kommando über die 77. Infanterie-Division in Fort Jackson (South Carolina) sowie im Juni 1942 über das I. Korps, bestehend aus der 8., 30. und 77. Infanterie-Division. Im August wurde er MacArthur im Pazifik unterstellt und Korps-Kommandeur der 32. und 41. Infanteriedivision in Australien. Er wurde von MacArthur persönlich beauftragt, nach Rückschlägen gegen die Japaner das Kommando über die 32. Infanterie-Division in der Schlacht um Buna-Gona-Sanananda auf Neuguinea zu übernehmen, die mit hohen Verlusten verbunden war, aber für die Alliierten im Januar 1943 siegreich endete. Eichelberger erhielt erneut das Distinguished Service Cross und wurde zum Knight Commander des Order of the British Empire (KBE) ernannt. 1943 begleitete er Eleanor Roosevelt auf ihrem Besuch in Australien. 1944 kommandierte er die Landung bei Hollandia auf Neuguinea und danach in der Schlacht um Biak, wofür er den Silver Star erhielt.
Nach der Schlacht um Neuguinea ernannte ihn MacArthur zum Oberkommandierenden der 8. Armee, die die 6. Armee bei der Eroberung der Insel Leyte auf den Philippinen ablöste. Für die Eroberung von Manila auf der Hauptinsel Luzon Anfang 1945 erhielt er einen weiteren Silver Star. Danach eroberte er mit der 8. Armee weitere Inseln im Süden der Philippinen einschließlich Mindanao. Ab August 1945 gehörte die 8. Armee zur Besatzungsmacht in Japan. Eichelberger kam Ende 1948 als Generalleutnant (Lieutenant General) zurück in die USA. 1954 ging er als General in den Ruhestand.
Er war mit Emmaline Guder Eichelberger (1888–1972, Miss Em) verheiratet.

## Auszeichnungen

### US-amerikanische
|  | Distinguished Service Cross (2×) mit oak leaf cluster (Eichenlaub) |
|  | Army Distinguished Service Medal (4×) mit (Eichenlaub)             |
|  | Navy Distinguished Service Medal                                   |
|  | Silver Star (3×) mit (Eichenlaub)                                  |
|  | Legion of Merit                                                    |
|  | Bronze Star Medal                                                  |
|  | Air Medal                                                          |
|  | Mexican Border Service Medal                                       |
|  | World War I Victory Medal                                          |
|  | American Defense Service Medal                                     |
|  | Asiatic-Pacific Campaign Medal                                     |
|  | World War II Victory Medal                                         |
|  | Army of Occupation Medal                                           |

### Ausländische
|  | Knight Commander des Order of the British Empire (KBE), Vereinigtes Königreich |
|  | Companion des Distinguished Service Order (DSO), Vereinigtes Königreich        |
|  | Großoffizier des Orde van Oranje-Nassau mit Schwertern, Niederlande            |
|  | Großoffizier der Ehrenlegion, Frankreich                                       |
|  | Orden der Aufgehenden Sonne, Japan                                             |
|  | Orden des Heiligen Schatzes, Japan                                             |
|  | Großoffizier des Kronenordens, Belgien                                         |
|  | Großoffizier des Kriegskreuzes mit Palme, Belgien                              |
|  | Order of Abdon Calderón Erster Klasse, Ecuador                                 |
|  | Distinguished Service Star, Philippinen                                        |
|  | Liberation Medal, Philippinen                                                  |
|  | Legion of Honor, Philippinen                                                   |
|  | Großoffizier des Ordine militare d'Italia, Italien                             |

## Werk
- Robert Eichelberger: Our Jungle Road to Tokyo, New York: Viking Press 1950